# IC 43
IC 43 ist eine Spiralgalaxie vom Hubble-Typ Sc im Sternbild Andromeda am Nordsternhimmel. Sie ist schätzungsweise 224 Millionen Lichtjahre von der Milchstraße entfernt und hat einen Durchmesser von etwa 105.000 Lichtjahren. 

Im selben Himmelsareal befinden sich u. a. die Galaxien NGC 183, NGC 184, NGC 233, NGC 243.
Die Supernovae SN 1973U (Typ-II) und SN 2015ag (Typ-Ic) wurden hier beobachtet.
Das Objekt wurde am 15. November 1889 vom französischen Astronomen Guillaume Bigourdan entdeckt.